# 拉西奥娃-西科尔斯基引理
在公理集合論中，拉西奧娃-西科爾斯基引理（Rasiowa–Sikorski lemma）是力迫使用的技巧中最基本的事實之一，該引理以海倫娜·拉西奧娃和羅曼·西科爾斯基為名。

## 引理內容
在力迫的領域中，若說偏序集{\displaystyle \left(P,\leq \right)}的子集{\displaystyle E}在{\displaystyle P}中稠密，就表示對於任意的{\displaystyle p\in P}而言，有{\displaystyle e\in E}使得{\displaystyle e\leq p}；而若{\displaystyle D}是{\displaystyle P}的稠密子集的集族，那麼在滿足以下條件的狀況下，就稱{\displaystyle P}中的濾子{\displaystyle F}是{\displaystyle D}－一般的：
{\displaystyle F\cap E\neq \emptyset ,\forall E\in D}
再有這些預備知識，就可以來描述拉西奧娃－西科爾斯基引理：
設{\displaystyle \left(P,\leq \right)}是一個偏序集且{\displaystyle p\in P}，若{\displaystyle D}是{\displaystyle P}的稠密子集的可數集族，那就存在一個{\displaystyle P}中的{\displaystyle D}－一般的濾子{\displaystyle F}，使得{\displaystyle p\in F}

## 證明
此引理證明如下：
由於{\displaystyle D}可數之故，因此可以將{\displaystyle P}的子集給編號為{\displaystyle D_{1},D_{2},D_{3},...}等等，由假設可知，存在一個{\displaystyle p\in P}，然後由稠密性可知，存在一個{\displaystyle p_{1}\leq p}且{\displaystyle p_{1}\in D_{1}}，如是反覆，可得{\displaystyle ...\leq p_{2}\leq p_{1}\leq p}，其中{\displaystyle p_{i}\in D_{i}}，因此{\displaystyle G=\left\{q\in p:\exists i,q\geq p_{i}\right\}}是{\displaystyle D}－一般的濾子。
可以認為拉西奧娃－西科爾斯基引理是馬丁公理較弱的版本，或說拉西奧娃-西科爾斯基引理等價於{\displaystyle \operatorname {MA} (\aleph _{0})}。

## 例子
- 對於{\displaystyle \left(P,\leq \right)=(func(X,Y),\supseteq )}，也就是從{\displaystyle X}到{\displaystyle Y}的、由包含關係定義的反向偏函数的偏序而言，若定義{\displaystyle D_{x}=\left\{s\in P:x\in dom(s)\right\}}，那在這種狀況下，若{\displaystyle X}可數，則拉西奧娃－西科爾斯基引理可得一個{\displaystyle \left\{D_{x}:x\in X\right\}}－一般的濾子{\displaystyle F}及一個函數{\displaystyle F:X\rightarrow Y}
- 假若我們使用處理{\displaystyle D}－一般的濾子的符號，那麼{\displaystyle \left\{H\cup G_{0}:P_{ij}P_{t}\right\}}可得一個{\displaystyle H}－一般濾子（英语：generic filter）
- 若{\displaystyle D}不可數，但其基數嚴格小於{\displaystyle 2^{\aleph _{0}}}且其偏序集滿足可數鏈條件，那我們可使用馬丁公理。

## 外部連結
- Tim Chow's新聞群的文章Forcing for dummies （页面存档备份，存于）對力迫的概念與想法做出了很好的介紹，該文章介紹了主要的想法且跳過了技術性的細節。